# Acanthopagrus australis
Espèce
Statut de conservation UICN

 LC  : Préoccupation mineure
Acanthopagrus australis est une espèce de poissons marins de la famille des Sparidae.